# اتفاقية القوات الزائرة بين الفلبين والولايات المتحدة

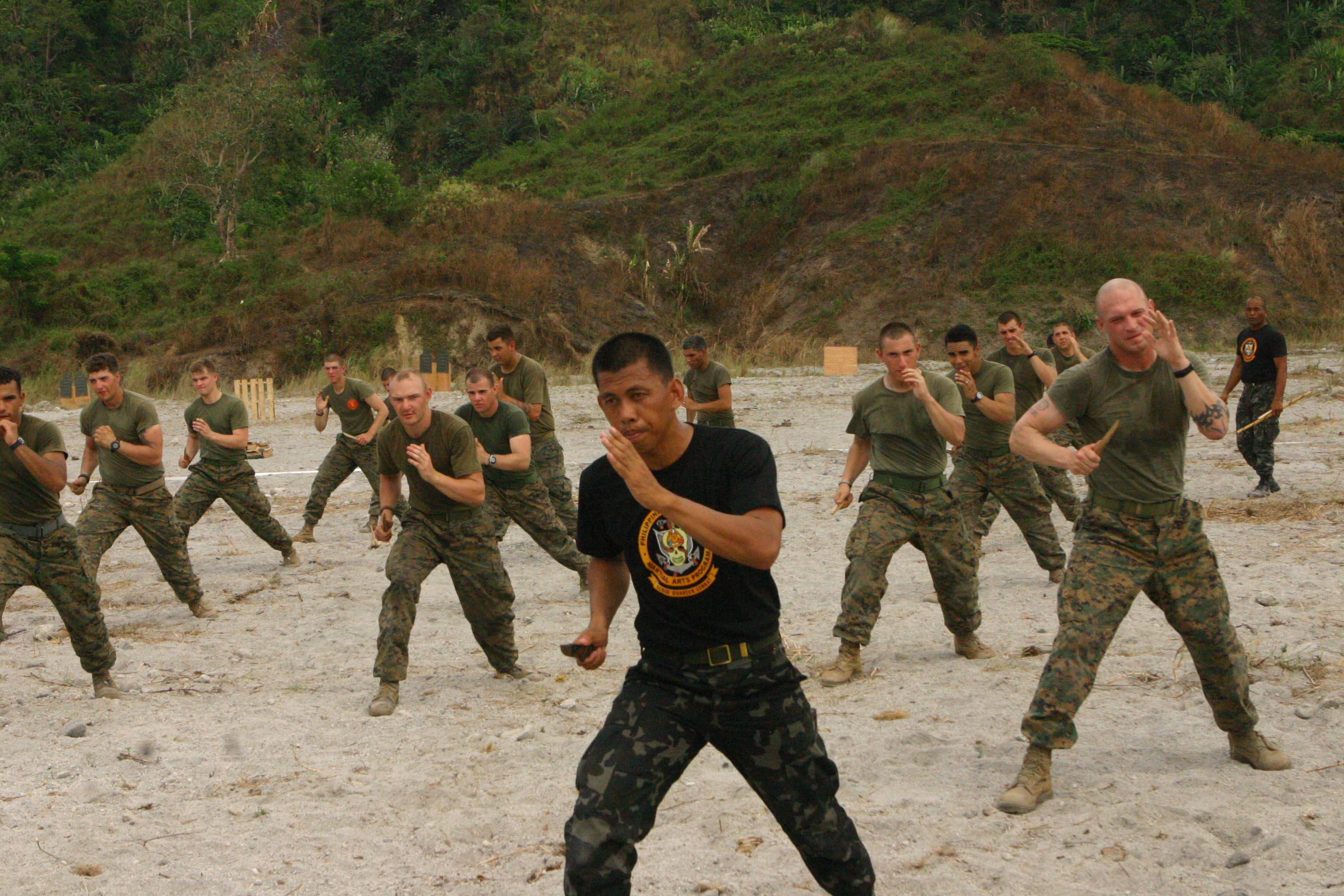
اتفاقية القوات الزائرة بين الفلبين والولايات المتحدة

اتفاقية القوات الزائرة بين الفلبين والولايات المتحدة هي اتفاقية القوات الزائرة بين الفلبين والولايات المتحدة، وتتكون من وثيقتين منفصلتين. يُشار عادةً إلى أول هذه المستندات باسم "VFA" أو "VFA-1"، والثاني باسم "VFA-2" أو «اتفاقية النظير». اتفاقية القوات الزائرة هي نسخة من اتفاقية وضع القوات التي تنطبق فقط على القوات بشكل مؤقت في بلد ما. دخلت الاتفاقيات حيز التنفيذ في 27 مايو 1999 بعد مصادقة مجلس الشيوخ الفلبيني عليها. تعتبر حكومة الولايات المتحدة هذه الوثائق اتفاقيات تنفيذية لا تتطلب موافقة مجلس الشيوخ الأمريكي.

## الأحكام
يتمثل الأثر الأساسي للاتفاقية في أنها تسمح للحكومة الأمريكية بالاحتفاظ بالولاية القضائية على الأفراد العسكريين الأمريكيين المتهمين بارتكاب جرائم في الفلبين، ما لم تكن الجرائم «ذات أهمية خاصة للفلبين». هذا يعني أنه بالنسبة للجرائم التي ليس لها هذا المعنى، يمكن للولايات المتحدة أن ترفض احتجاز أو اعتقال الأفراد المتهمين، أو بدلاً من ذلك قد تحاكمهم بموجب الولاية القضائية الأمريكية. بموجب اتفاقية القوات الزائرة، أمام المحاكم المحلية سنة واحدة لاستكمال أي إجراءات قانونية. كما تعفي الاتفاقية الأفراد العسكريين الأمريكيين من لوائح التأشيرات وجوازات السفر في الفلبين.
تحتوي الاتفاقية على العديد من الضمانات الإجرائية التي من بين أمور أخرى تنشئ الحق في الإجراءات القانونية الواجبة وتحظر التعرض للمخاطر المزدوجة. كما تمنع الاتفاقية أيضًا الأفراد العسكريين الأمريكيين من المحاكمة أمام محاكم دينية أو عسكرية فلبينية، ويتطلب من كلتا الحكومتين التنازل عن أي مطالبات تتعلق بفقدان المواد (على الرغم من أنها تتطلب أن تحترم الولايات المتحدة الترتيبات التعاقدية والامتثال لقانون الولايات المتحدة فيما يتعلق بدفع تعويض عادل ومعقول لتسوية المطالبات الجديرة بالتعويض عن الضرر أو الخسارة أو الإصابة الشخصية أو الوفاة، عن طريق أفعال أو امتناع عن عمل من جانب موظفي الولايات المتحدة). تعفي المواد المصدرة والمستوردة من قبل الجيش من الرسوم أو الضرائب، ويسمح بالحركة غير المقيدة للسفن والطائرات الأمريكية في الفلبين.

## اتفاق النظير
يتمثل الأثر الأساسي للاتفاقية في مطالبة حكومة الولايات المتحدة بإخطار السلطات الفلبينية عندما تعلم باعتقال أو اعتقال أو احتجاز أي موظف فلبيني يزور الولايات المتحدة، وعندما تطلب الحكومة الفلبينية ذلك، تطلب من السلطات المختصة القيام بذلك. والتنازل عن الاختصاص القضائي لصالح الفلبين إلا في الحالات ذات الأهمية الخاصة لوزارتي الخارجية أو الدفاع الأمريكية. التنازل عن الاختصاص القضائي في الولايات المتحدة أمر معقد لأن الولايات المتحدة هي اتحاد فيدرالي للولايات الأمريكية، وبالتالي هي اتحاد للسلطات القضائية.
تحتوي الاتفاقية على العديد من الضمانات الإجرائية لحماية الحقوق في الإجراءات القانونية الواجبة وحظر التعرض للمخاطر المزدوجة. تعفي الاتفاقية أيضًا الموظفين الفلبينيين من إجراءات التأشيرة وتضمن إجراءات الدخول والخروج العاجل، يتطلب قبول الولايات المتحدة لرخص القيادة الفلبينية، ويسمح للموظفين الفلبينيين بحمل الأسلحة في المنشآت العسكرية الأمريكية أثناء الخدمة، ويوفر إعفاءات ضريبية شخصية واستثناءات من رسوم الاستيراد والتصدير للموظفين الفلبينيين. يتطلب من الولايات المتحدة توفير الرعاية الصحية للموظفين الفلبينيين، وإعفاء المركبات والسفن والطائرات الفلبينية من رسوم الهبوط أو الموانئ أو رسوم الملاحة أو التحليق أو رسوم الطرق أو أي رسوم أخرى مقابل استخدام المنشآت العسكرية الأمريكية.

## وضع الاتفاقية
في 11 فبراير 2020 أعلن الرئيس الفلبيني رودريغو دوتيرتي رسميًا لسفارة الولايات المتحدة في مانيلا أنه سينهي الاتفاقية، مع إنهاء الاتفاقية في غضون 180 يومًا ما لم يتم الاتفاق على خلاف ذلك خلال تلك الفترة. أبدى دوتيرتي في الماضي إعجابه بكل من القوات المسلحة الروسية وجيش التحرير الشعبي الصيني، على الرغم من حقيقة أن الفلبين والصين متورطتان في نزاع في بحر الصين الجنوبي بشأن السيادة على جزر سبراتلي. في يونيو 2020 تراجعت الحكومة الفلبينية عن هذا القرار وأعلنت أنها ستحتفظ بالاتفاقية. في نوفمبر 2020 أمر الرئيس الفلبيني رودريغو دوتيرتي بمدة ستة أشهر إضافية «لتمكيننا من إيجاد ترتيب محسن ومفيد للطرفين ومقبول بشكل متبادل وأكثر فاعلية ودائمًا حول كيفية المضي قدمًا في دفاعنا المشترك». في 14 يونيو 2021 قررت الفلبين تأجيل تعليق الاتفاقية مرة أخرى لمعالجة «المخاوف المتعلقة بجوانب معينة من الاتفاقية» حيث بقيت حوالي 200 سفينة صينية في المنطقة الاقتصادية الفلبينية الخالصة منذ مارس 2021.
في خطاب ألقاه في 12 فبراير 2021 خاطب الرئيس دوتيرتي الولايات المتحدة حول هذا القول، «أود أن أخطرك إذا كان هناك عميل أمريكي هنا من الآن فصاعدًا، هل تريدون اتفاقية القوات الزائرة؟ حسنًا، عليكم أن تدفعوا». ومضى يقول، «إنها مسؤولية مشتركة ولكن نصيبكم من المسؤولية لا يأتي بدون مقابل لأنه بعد كل شيء عندما تندلع الحرب فإننا جميعًا سندفع». وكان وزير الشؤون الخارجية تيودورو لوكسين قد صرح قبل بضعة أيام بأنه ستتلاقى الفلبين والولايات المتحدة قريبًا «لتسوية أي خلافات لدينا»، وامتنع عن الخوض في المزيد من التفاصيل. انتقد بيان دوتيرتي السناتور بانفيلو لاكسون ونائب الرئيس ليني روبريدو بسبب ملاحظة «الابتزاز».